# Carlo Wieth
Carlo Rossini Wieth (født 11. december 1885 i København, død 30. juni 1943 i Nødebo) var en dansk skuespiller.
Carlo Wieth teaterdebuterede i 1905 i Landlov på Det Kongelige Teater og spillede på flere københavnske scener i årene op til 1923, blandt andet Dagmarteatret, Folketeatret og Betty Nansen Teatret. Han var derefter de næste 20 år tilknyttet Det Kongelige Teater. Han filmdebuterede i 1910. I årene 1913-1915 arbejdede han i svensk film. Ved tilbagekomsten til Danmark begyndte han en karriere som stumfilm-skuespiller, hvor han nåede at medvirke i næsten 40 film. Carlo Wieth var i perioder medlem af Teaterrådet, Den internationale Skuespillerunion og næstformand i Skuespillerforbundet. Han var først gift med Clara Pontoppidan og senere med Agnes Thorberg-Wieth, med hvem han fik datteren Victoria (Muddi) Wieth og sønnen Mogens Wieth.
Han ligger begravet på Vestre Kirkegård i København, et familiegravsted han etablerede for sig selv og hustru Agnes Wieth, hans mor Jacobine Wieth og hans svigerforældre Nathalie Thorberg Sommer og Fritz Sommer.

## Udvalgt filmografi
- Kærlighed og Selvmord - 1910
- En Rekrut fra 64 - 1910
- Ekspeditricen - 1911
- Mormonens offer – 1911
- Folkets Vilje - 1911
- Kærlighedens Styrke - 1911
- Det bødes der for - 1911
- Røveriet paa Væddeløbsbanen - 1911
- Anna fra Æbeltoft - 1911
- Kommandørens Døtre - 1912
- Shanghai'et - 1912
- Et Hjerte af Guld - 1912
- Historien om en Moder - 1912
- To Søstre - 1912
- Danserindens Kærlighedsdrøm – 1916
- Pax Æterna – 1917
- Blade af satans bog – 1921
- Det gyldne smil – 1935
- Livet paa Hegnsgaard – 1938
- Kongen bød – 1938
- Nordhavets mænd – 1939
- Skilsmissens børn – 1939
- Elverhøj – 1939
- Natekspressen (P. 903) – 1942
- Tyrannens fald – 1942
- Vi kunne ha' det så rart – 1942